# Ninpuu Sentai Hurricaneger
Ninpuu Sentai Hurricaneger (忍風戦隊ハリケンジャー (Nhẫn phong Chiến đội Hurricaneger) Ninpū Sentai Harikenjā, [α]), dịch: Chiến đội Nhẫn phong Hurricaneger, là series Super Sentai thứ 26 của Toei Company và là series thứ 2 về đề tài Ninja (sau Kakuranger). Bản Mỹ hóa mang tên Power Rangers: Ninja Storm.

## Cốt truyện
Ba học viên cá biệt của trường phái nhẫn giả Tật Phong vô tình trở thành ba người sống sót duy nhất của lưu phái khi trốn buổi lễ tốt nghiệp, nơi toàn bộ những học viên còn lại bị thảm sát bởi nhóm nhẫn giả vũ trụ hắc ám Jakanja. Quán trưởng của phái Tật Phong, ông Mugensai, người đã dùng thuật biến hình thành chuột hamster để tránh kẻ thù truy lùng, cùng với con gái của ông, Oboro, đã triệu tập ba học viên cá biệt ấy để trở thành những nhẫn giả kể thừa truyền thuyết của phái Tật Phong, Hurricaneger, chiến đấu chống lại bè lũ Jakanja. Các Hurricaneger sau đó liên minh với các Gouraiger của trường phái Tấn Lôi, dù xưa nay hai học viện luôn là kình địch của nhau, và sau đó là với chiến binh bí ẩn Shurikenger, hợp nhất hai trường phái nhẫn giả để ngăn chặn Jakanja đoạt lấy thứ sức mạnh bí ẩn.

## Nhân vật

### Hurricaneger
Hurricane Red: "Người đời không biết..." (人も知らず "Hito mo shirazu...")
Hurricane Blue: "Thế gian chẳng hay..." (世も知らず "You mo shirazu...")
Hurricane Yellow: "Hoá thành ảo ảnh đả kích tà gian!" (影となりて悪を討つ。 "Kage to narite aku wo utsu!")
"Nhẫn phong Chiến đội Hurricaneger, Tham thượng!" (忍風戦隊ハリケンジャー、あ、参上  "Ninpū Sentai Harikenja, a-san-n-n-jō!")
Ba học viên cá biệt thuộc khoá 507 của học viện Tật Phong (疾風流, Hayate-ryū), được Quán trưởng Mugensai nhận định là có tiềm năng, nhưng lại còn quá trẻ con và ham chơi. Sau sự kiện toàn bộ học viên của phái Tật Phong khi Jakanja tiêu diệt, ba người họ bất đắc dĩ được chọn để trở thành những 'người kế thừa truyền thuyết' — Hurricaneger. Từ đó, bộ ba chiến binh từng ngày rèn luyện sức mạnh, trưởng thành hơn để có thể chống lại bè lũ Jakanja và bảo vệ Trái Đất.
Họ đại diện cho con tim Tật Phong, 'Hướng đến Tương lai'. Những trang thiết bị của Hurricaneger xoay quanh hệ thống những huy hiệu Shinobi Medal (シノビメダル, Shinobi Medaru), họ biến thân bằng thiết bị Hurricane Gyro (ハリケンジャイロ, Hariken Jairo) đeo trên tay, và sử dụng bộ dù lượn Hurricane Winger (ハリケンウインガー, Hariken Uingā) để di chuyển. Vũ khí chung của Hurricanger là thanh kiếm nhẫn giả Hayatemaru (ハヤテ丸), nhẫn pháp thương hiệu của ba chiến binh Tật Phong là Siêu Nhẫn Pháp: Ảnh Chi Vũ (超忍法・影の舞, Chō Ninpō Kage no Mai)
Những khi giáp mặt với những đối thủ khổng lồ từ phe Jakanja, các Hurricaneger sẽ triệu hồi nhũng cỗ máy cơ khí Shinobi Machine (シノビマシン, Shinobi Mashin) và hợp thể tạo thành Cơ Khí Cự Nhân (カラクリ巨人, Karakuri Kyojin) có tên Toàn Phong Thần (旋風神, Senpūjin). Toàn Phong Thần có khả năng hợp thể với Oanh Lôi Thần thông qua Phong Lôi Hoàn (カラクリ武者風雷丸, Karakuri Musha Fūraimaru) được tạo ra từ hai Karakuri Ball (カラクリボール, Karakuri Bōru) từ hai bên, tạo nên Oanh Lôi Toàn Phong Thần (轟雷旋風神, Gōrai Senpūjin). Ngoài ra, Toàn Phong Thần cũng có thể hợp thể với Oanh Lôi Thần và Thiên Không Thần thông qua Tri-Condor (トライコンドル, Torai Kondoru) để tạo thành Thiên Lôi Toàn Phong Thần (天雷旋風神, Tenrai Senpūjin). Các Hurricaneger và Gouraiger cũng có thể sử dụng nhẫn cụ Ninjamisen (ニンジャミセン) của Shurikenger để triệu hồi Revolver Mammoth (リボルバーマンモス, Riborubā Manmosu), cho phép tạo ra nhiều biến thể mạnh mẽ hơn của các Cơ Khí Cự Nhân.
Shiina Yousuke (椎名 鷹介 (Truỳ Danh Ưng Giới)) / Hurricane Red (ハリケンレッド Hariken Reddo)
"Gió khóc than, trời phẫn nộ. Không Nhẫn - Hurricane Red!" (風が泣き、空が怒る。 空忍ハリケンレッド "Kaze ga naki, sora ga ikaru. Soranin Hariken Reddo!")
Yousuke là đội trưởng của nhóm Hurricaneger. Cậu là một người luôn tràn đầy năng lượng, lạc quan, can đảm, nhiệt tình, có tinh thần cầu tiến, biết quan tâm đến mọi người, nhưng cậu cũng khá ngờ nghệch, chậm hiểu, bốc đồng, có phần dễ nổi nóng. Cậu là người đầu tiên đặt niềm tin vào Gouraiger và nỗ lực giúp họ trở thành một phần của đội, thậm chí sẵn sàng liều mạng để cứu mạng đồng đội. Ngoài việc làm Hurricaneger, Yousuke còn là một nhân viên bán thời gian cho một công ty môi giới, thành thử cậu đã đảm nhiệm khá nhiều công việc xuyên suốt TV series.
Hoá thân thành Không Nhẫn Hurricane Red, Yousuke có vũ khí cá nhân là Dry Gun (ドライガン, Dorai Gan), và Shinobi Machine của cậu là Hurricane Hawk (ハリケンホーク, Hariken Hōku).
Nono Nanami  (野乃 七海 (Dã Ái Thất Hải)) / Hurricane Blue (ハリケンブルー Hariken Burū)
"Nước nhảy múa, sóng khuấy động. Thủy Nhẫn - Hurricane Blue!" (水が舞い、波が踊る。 水忍ハリケンブルー "Mizu ga mai, nami ga odoru. Mizunin Hariken Burū!")
Thành viên nữ duy nhất trong nhóm, Nanami là cô gái dễ thương và luôn quan tâm đến mọi người. Cô luôn mơ ước trở thành ngôi sao ca nhạc, và có cả nghệ danh là Nana. Nhưng việc vừa chạy lịch trình, vừa làm nhiệm vụ của Hurricaneger không hề dễ dàng, vì hễ có lịch đi hát, đi diễn là Jakanja lại xuất hiện, khiến cô phải bỏ dở công việc giữa chừng để làm nhiệm vụ.
Hoá thân thành Thuỷ Nhẫn Hurricane Blue, Nanami có vũ khí cá nhân là Sonic Megaphone (ソニックメガホン, Sonikku Megahon), và Shinobi Machine của cô là Hurricane Dolphin (ハリケンドルフィン, Hariken Dorufin)
Bitou Kouta (尾藤 吼太 (Vĩ Đằng Hống Thái)) / Hurricane Yellow (ハリケンイエロー Hariken Ierō).
""Đất rung chuyển, hoa ca hát. Lục Nhẫn - Hurricane Yellow!" (大地が震え、花が歌う。 陸忍ハリケンイエロー "Daichi ga furue, hana ga utau. Okanin Hariken Ierō!")
Kouta là một chàng trai tốt bụng, ấm áp, cũng là người thông minh, trưởng thành, và cẩn trọng nhất của nhóm Hurricaneger. Cậu luôn bình tĩnh, suy nghĩ thấu đáo trước mọi vấn đề, và luôn lên kế hoạch rõ ràng trước khi chiến đấu. Sự trưởng thành, cẩn trọng của Kouta ảnh hưởng từ tuổi thơ không mấy hạnh phúc, khi cậu và em gái phải trải qua cảnh mồ côi cha mẹ từ nhỏ; bà nội của Kouta cũng qua đời khi cậu mới 4 tuổi, khiến hai anh em phải lớn lên trong cô nhi viện. Chính vì điều đó, Kouta luôn dành sự cảm thông cho những mảnh đời không may mắn. Ngoài việc làm Hurricaneger, cậu còn làm nhân viên điều dưỡng trong bệnh viện.
Hoá thân thành Lục Nhẫn Hurricane Yellow, Kouta có vũ khí cá nhân là Quake Hammer (クエイクハンマー, Kueiku Hanmā), và Shinobi Machine của cậu là Hurricane Leon (ハリケンレオン, Hariken Reon).

### Gouraiger
Kabuto Raiger: "Đối mặt bóng tối và chém bóng tối" (影に向かいて影を斬り "Kage ni mukaete kage wo kiru...")
Kuwaga Raiger: "Đối mặt ánh sáng và chém ánh sáng!" (光に向かいて光を斬る、。 "Hikari ni mukaete hikari wo kiru!")
"Điện Quang Thạch Hỏa Gouraiger, Kiến tham!" (電光石火ゴウライジャー、見参! "Denkō Sekka Gōraijā, kenzan!")
Cùng thời điểm với học viện Tật Phong, học viện Tấn Lôi cũng bị Jakanja tấn công và đồ sát, duy chỉ sót lại hai anh em nhà Kasumi, cũng là hai học viên xuất sắc nhất học viện. Bất chấp điều đó, họ lại bắt tay với quân đoàn Jakanja, nhằm tìm được 'vật đó' và chứng minh lưu phái Tấn Lôi mới là học viện nhẫn giả xuất sắc nhất. Hai anh em Kasumi sau đó nhận được hệ thống Gouraiger từ người cha bạt nhẫn của họ, Kasumi Ikki, để lại. Ikki đã đi ngược lại nguyện ước của trường phái Tấn Lôi để đoạt được 'vật đó', sau khi tình cờ biết được về sự tồn tại của nó qua một trận mưa sao băng khi ông làm nhiệm vụ ở Ai Cập. Ông đã đi ngược lại mong muốn của trường phái khi sáng tạo ra hệ thống Gouraiger và dự định cho chính hai đứa con của mình sát hại lẫn nhau để đánh thức 'vật đó'. Về sau, hai anh em Kasumi hiểu được ý nghĩa đen tối phía sau lời nhắn sau cuối ấy của cha, và sau nhiều khó khăn, cùng với sự trợ giúp từ nhóm Hurricaneger, hai anh em Kasumi đã quyết định từ bỏ 'vật đó', về cùng chiến tuyến với Hurricaneger để chống lại Jakanja, từng bước khôi phục học viện Tấn Lôi một cách danh chính ngôn thuận.
Họ đại diện cho trái tim Tấn Lôi, 'Liên kết Quá khứ'. Những trang thiết bị của họ cũng xoay quanh hệ thống Shinobi Medal. Các Gouraiger biến thân bằng thiết bị Gourai Changer (ゴウライチェンジャー, Gōrai Chenjā) đeo trên tay, và sử dụng xe motor Bari Thunder (バリサンダー, Bari Sandā) làm phương tiện di chuyển. Vũ khí chung của họ là thanh giáo Ikazuchimaru (イカヅチ丸). Khi đối diện với kẻ thù khổng lồ, họ có thể triệu hồi Shinobi Machine của mình và tạo thành hợp thể Oanh Lôi Thần (轟雷神, Gōraijin).
Kasumi Ikkou (霞 一甲 (Hà Nhất Giáp)) / Kabuto Raiger (カブトライジャー Kabuto Raijā).
"Ánh chớp đỏ thẫm. Giác Nhẫn - Kabuto Raiger!" (深紅の稲妻 角忍カブトライジャー "Shinkō no inazuma. Tsunonin Kabuto Raijā!")
Ikkou là anh trai của Isshu, là một học viên hoàn hảo cả về thể chất, nhẫn thuật, và khả năng chiến đấu trong suốt chiều dài lịch sủ của trường phái Tấn Lôi. Anh luôn khoác lên mình vẻ ngoài cứng rắn, lạnh lùng, nhưng trong tâm, Ikkou là một người rất quý mến và luôn nghĩ cho đồng đội, đặc biệt là người em trai Isshu. Thoạt đầu, anh dự định biến học viện Tấn Lôi thành trường phái nhẫn giả số một thông qua 'vật đó', nhưng anh cũng là người đầu tiên nhận ra ý nghĩa đen tối từ lời nhắn của cha, và đã làm mọi cách để Isshu có thể thực hiện di nguyện của ông, sẵn sàng hy sinh mạng sống vì người em. Sau cùng, hai anh em họ được Hurricaneger giúp sức, và tình cảm anh em giữa họ lại trở nên bền chặt hơn. Thời điểm vừa về chung chiến tuyến, Ikkou rất coi thường Hurricaneger, cho rằng họ chỉ là những kẻ tay mơ may mắn, có trở thành Hurricaneger cũng chẳng đáng tự hào, khi anh và Isshu phải đổ nước mắt, mồ hôi, và cả máu mới có được sức mạnh. Nhưng qua những khoảnh khắc thập tử nhất sinh trên chiến trường, anh đã thay đổi cách nhìn nhận về phái Tật Phong, đặc biệt là cậu bạn Hurricane Red. Ngoài việc làm Gouraiger, anh còn làm công nhân xây dựng cùng với em trai Isshu, và một số công việc lao động chân tay khác. 
Hoá thân thành Giác Nhẫn Kabuto Raiger, Ikkou có vũ khí cá nhân là Horn Breaker (ホーンブレイカー, Hōn Bureikā), và Shinobi Machine của anh là Gourai Beetle (ゴウライビートル, Gōrai Bītoru). 
Kasumi Isshu (霞 一鍬 (Hà Nhất Thiêu)) / Kuwaga Raiger (クワガライジャー Kuwaga Raijā).
"Sấm sét xanh trời. Nha Nhẫn - Kuwaga Raiger!" (蒼天の霹靂 牙忍クワガライジャー "Sōten no hekireki. Kibanin Kuwaga Raijā!")
Isshu là một chàng trai với vẻ ngoài lãng tử, nhưng lại khá nhút nhát, đặc biệt là với phái nữ. Cậu rất thần tượng cha và anh trai, và luôn nỗ lực để trở nên mạnh mẽ hơn hai người này. Isshu rất quan tâm và tôn trọng anh trai Ikkou, đến mức có phần nhu nhược trước những suy nghĩ cực đoan của Ikkou. Tuy nhiên, ở Isshu tồn tại một khát khao đến mức cực đoan về việc khôi phục trường phái Tấn Lôi, cậu từng rất oán hận vì trường phái của mình phải ẩn mình nơi bóng tối, và cậu rất khó chịu khi thấy anh trai không toàn tâm tái lập truòng phái từ khi liên minh với Hurricaneger, cho đến khi cậu tìm thấy thanh naginata hai đầu Kiraimaru (鬼雷丸) của người cha qua cố, vô tình đặt mạng sống của đồng đội lên bàn cân; sau khi nỗ lực vượt qua chính mình, Isshu quyết định sẽ xây dựng lại trường phái sau khi tiêu diệt Jakanja. Ngoài ra, Isshu cũng được cho thấy là có tình cảm với Nanami trong TV series.
Hoá thân thành Nha Nhẫn Kuwaga Raiger, Isshu có vũ khí cá nhân là Stag Breaker (スタッグブレイカー, Sutaggu Bureikā), và cậu có Shinobi Machine là Gourai Stag (ゴウライスタッグ, Gōrai Sutaggu).

### Shurikenger
Shurikenger (シュリケンジャー Shurikenjā)
I am Ninja of Ninja! Lục Quang đạn! Thiên Không Nhẫn Giả Shurikenger. (アイ・アム・ニンジャ・オブ・ニンジャ。緑の光弾 天空忍者シュリケンジャー Ai amu Ninja obu Ninja! Midori no Kōdan! Tenkū Ninja Shurikenjā.)
Shurikenger, còn được biết đến với biệt danh 'Người đàn ông với một nghìn gương mặt' (千の顔を持つ男, Sen no Kao o Motsu Otoko), là một nhẫn giả không rõ nhân dạng, có hành tung bí ẩn, tự xưng là người đại diện cho trường phái Vũ Trụ Thống Nhất Nhẫn Giả (宇宙統一忍者流, Uchū Tōitsu Ninja-ryū). Anh từng là một học sinh xuất sắc của học viện Tật Phong, cho đến khi anh mất tích bí ẩn 10 năm trước sự kiện trong TV series. Sau đó, anh trở thành cận vệ của vị Ngự Tiền đại nhân, từ bỏ hoàn toàn danh xưng và dung mạo của bản thân. Anh là một người khôi hài, thường hay dùng những câu tiếng Anh không đầu không đuôi, và cũng hay pha lẫn tiếng Nhật và tiếng Anh trong giao tiếp. Anh thường hay giả hình những người bình thường, để rồi hoá trở lại hình thái Shurikenger khi đối diện với Jakanja. Shurikenger là một đồng minh vô cùng lợi hại và đáng tin cậy của cả Hurricaneger và Gouraiger, là một nhẫn giả toàn diện: sở hữu khả năng chiến đấu siêu phàm, am hiểu sâu rộng về nhẫn pháp, có kiến thức về cơ khí, và là người giới thiệu các trang bị lợi hại từ trường phái Vũ Trụ Thống Nhất Nhẫn Giả.
Là Thiên Không Nhẫn Giả Shurikenger, anh thường biến thân (từ những hình dạng mình giả từ người khác) bằng thiết bị Shuriken Ball (シュリケンボール, Shuriken Bōru), và có vũ khí cá nhân là thanh katana Shuriken's Bat (シュリケンズバット, Shurikenzu Batto), thứ có hình dạng khác là một cây gậy bóng chày khi sử dụng cùng vỏ kiếm. Shurikenger cũng có thể tháo bỏ lớp tạ mang hình dạng áo giáp và xoay nửa trên của mặt nạ để hoá thành hình dạng Fire Mode (ファイヤーモード, Faiyā Mōdo), với sức mạnh thể chất được gia tăng đáng kể, cùng với đó là một nét tính cách 'bùng cháy' hơn. Cơ khí cá nhân của anh là Thiên Không Thần (天空神, Tenkūjin).

### Khác
- Hinata Mugensai (日向 無限斎 (Nhật Hướng Vô Hạn Trai) Hinata Mugensai?): Hiệu trưởng học viện Tật Phong. Khi học viện bị Jakanja tấn công, ông đã phải biến thành chuột hamster để thoát thân, nhưng lại quên mất thần chú biến trở lại thành người. Ông là một người nghiêm khắc, thông thái, nhưng vẫn biết cách mềm mỏng những khi cần thiết.
- Hinata Oboro (日向 おぼろ (Nhật Hướng Long) Hinata Oboro?): Con gái của hiệu trưởng Mugensai và là trưởng phòng của Phòng nghiên cứu Nhẫn thuật của trường phái Tật Phong (疾風流忍術研究館, Hayate-ryū Ninjutsu Kenkyū-kan), là người cố vấn, bảo trì cơ khí, và hỗ trợ trang bị cho các Hurricaneger. Cô cũng là học viên khoá 487 của học viện Tật Phong, và là người phát minh ra những robot hắc nhân có nhiệm vụ xoá ký ức liên quan tới các Hurricaneger khỏi tâm trí của những dân thường, nhằm bảo đám bí mật trường phái.
- Kagura/Ngự Tiền Đại Nhân (覚羅): Một người phụ nữ 500 tuổi với vẻ ngoài trẻ trung, bà là con gái của một vị lãnh chúa, nguòi đã hy sinh để bà ẩn thân. Với danh xưng Ngự Tiền (御前様, Gozen-sama), bà đã chiêu mộ Shurikenger để làm cận vệ của mình, và bà là người thành lập trường phái Vũ Trụ Thống Nhất Nhẫn Giả. Nguyên nhân cho sự sống gần như vĩnh hằng, cũng như những đặc điểm kỳ lạ và sức mạnh siêu việt của bà nằm ở Viên Đá Bóng Tối (闇石, Yami Ishi) được phong ấn trên trán của bà, ẩn chứa trong đó là huy chương Cung Tên Sầu Thảm (嘆きの弓, Nageki no Yumi). Kagura buộc phải không được trải qua những cảm xúc sầu thảm để bảo vệ phong ấn.
- Công chúa Raina (Movie).
- Knuckle.(Người hầu của Raina) (Movie)
- Yuusaku Ramon (28).

### Nhóm Ninja Vũ Trụ Jakanja
Nhóm Ninja Vũ Trụ Jakanja (宇宙忍群ジャカンジャ Uchū Ningun Jakanja) là tổ chức tập hợp những tên Ninja tà ác từ khắp nơi trên vũ trụ, lãnh đạo bởi Tau Zanto với âm mưu tìm ra 'vật đó' — chính là Ý Chí Tà Ác (邪悪なる意志, Jaakunaru Ishi), thứ được cho là sẽ hình thành nơi đáy sâu của đại dương — và phá huỷ cả vũ trụ. Căn cứ của chúng là Pháo đài Rết (寄生要塞センチピード, Kisei Yōsai Senchipīdo) nằm giữa đại dương và bao phủ bởi một làn sương mù dày đặc. 
Thủ lĩnh Tau Zanto (首領タウ・ザント Shuryō Tau Zanto)
Thủ lĩnh của Jakanja, mang tạo hình của một con rết khổng lồ. Hắn nghe theo tiếng gọi của Ý Chí Tà Ác và lập nên tổ chức Jakanja nhằm tìm ra 'vật đó' và quét sạch vũ trụ, tạo nên một vũ trụ mới để hắn làm chủ. Phần lớn thời gian hắn chỉ ngồi im một chỗ tại Pháo đài Rết và ra lệnh cho các Giáo Đầu. Sau này, nhờ hấp thu sức mạnh từ cảm xúc tiêu cực của con người, hắn có được hình dạng Tau Zanto tối thượng (タウ・ザント究極体, Tau Zanto Kyūkyokutai) và có đủ sức mạnh sử dụng Cây Cung Sầu Thảm và Mũi Tên Phẫn Nộ (怒りの矢, Ikari no Ya), làm cho 'vật đó' chào đời. Nhưng khi vừa hoàn thành mục đích, hắn bị Sandaaru trở mặt và giết chết. Sau đó, Ý Chí Tà Ác chiếm lấy cơ thể của Tau Zanto hòng tiêu diệt Hurricaneger và Gouraiger, nhưng rồi cũng bị các nhẫn giả Trái Đất đánh bại.
Bảy Giáo Đầu Hắc Ám (暗黒七本槍 Ankuro Shichihon Yari)
Nhất Giáo Đầu, Furabiijo (壱の槍・フラビージョ Ichi no Yari Furabījo)
Một nữ nhẫn giả bị đuổi khỏi học viện, thường xuất hiện với phần đeo đầu giống loài ong, và là người sử dụng nhẫn pháp của loài này. Cô ta phục vụ Tau Zanto vô điều kiện, làm việc như người đánh giá kết quả của những tên thuộc hạ và các Giáo Đầu khác. Furabiijo luôn vui tươi và hòa đồng nhưng cũng vì thế mà hay bị coi thường, bị coi là Giáo Đầu yếu nhất.
Nhị Giáo Đầu, Chuuzubo (弐の槍・チュウズーボ Ni no Yari Chūzūbo)
Một thầy pháp có hình dạng giống loài ếch, rất giỏi về bùa chú, thường mang một cây trượng có khả năng kéo dài, và luôn xung phong đi đầu trong các nhiệm vụ. Ngay từ khi Gouraiger còn hợp tác với Jakanja, hắn đã luôn thù ghét và muốn diệt trừ hai người họ bởi họ luôn có ý chống đối với hắn, thậm chí để cho bạn của hắn bị giết. Những toan tính hiểm độc của Chuuzubo sau cùng đã khiến Gouraiger liên minh với Hurricaneger, và trận giao đấu cuối cùng, hắn đã sử dụng cấm thuật hy sinh tuổi thọ để hoá khổng lồ, áp đảo hai phe nhẫn giả Trái Đất trước khi đại bại dưới tay hợp thể Oanh Lôi Toàn Phong Thần.
Tam Giáo Đầu, Manmaruba (参の槍・マンマルバ San no Yari Manmaruba)
Một nhà tiên tri có khả năng tiên đoán tương lại chính xác gần như tuyệt đối, và khả năng ấy khiến Manmaruba là hầu cận có giá trị nhất của Tau Zanto. Ban đầu, hắn chỉ là con bọ cạp nhỏ bay lơ lửng với tính cách khá hồn nhiên, ngây thơ, nói nhiều về những lời tiên tri. Nhưng khi đóng kén và hoá thành hình dạng Manmaruba trưởng thành (マンマルバ成体, Manmaruba Seitai), không chỉ có ngoại hình, mà tính cách của hắn cũng thay đổi: lạnh lùng, ít nói, cùng với trí tuệ và khả năng chiến đấu vô cùng đáng gờm. Chính Manmaruba đã cấy Bọ cạp Vũ trụ và trứng Bọ cạp vào cơ thể của Ikkou để trả thù, và hấn cũng thấy tương lai bản thân bị Kabuto Raiger tiêu diệt. Khi Hurricane Red liều mạng cứu Ikkou thành công, hắn đã để lại một nhân bản mạnh mẽ gấp bội của chính mình, kẻ đã giải mã được cách đạt được 'vật đó' thông qua năng lực tâm linh cải tiến hơn trước, nhưng sự tiếp xúc với lượng thông tin khổng lồ từ mưa sao băng đã biến hắn thành hình dạng quái vật mất trí Manmaruba Reckless Form (マンマルバ暴走体, Manmaruba Bōsōtai), để rồi bị tiêu diệt bầng hợp thể Thiên Lôi Toàn Phong Thần.
Tứ Giáo Đầu, Wendinu (四の槍・ウェンディーヌ Yon no Yari Wendīnu)
Một nữ nhẫn giả mang hình dạng con người và có nét của loài rắn, là bạn thân của Furabiijo. Ả ta luôn tự hào về ngoại hình gợi cảm, quyến rũ của mình, luôn tự cho bản thân là Đệ nhất Kunoichi (Nữ Ninja) Vũ trụ. Nhiệm vụ chính của ả là hồi sinh và hóa khổng lồ các tên tay sai. Dù ít ra trận nhưng theo lời Tau Zanto, Wendinu được chọn làm Giáo Đầu vì khả năng biến thành một chiến binh khổng lồ cuồng nộ khi có đủ áp lực và sự thịnh nộ; sức mạnh ấy của Wendinu đã từng hủy diệt cả một hành tinh. Ả còn rất mê trai và từng say nắng một anh chàng người Trái Đất, thật ra là Shurikenger giả dạng, khi đang thực hiện kế hoạch tẩy não trẻ em và chiêu mộ chúng vào học viện của riêng ả nhằm tiêu diệt các nhẫn giả Địa Cầu.
Ngũ Giáo Đầu, Sargain (五の槍・サーガイン Go no Yari Sāgain)
Một bậc thầy kiếm pháp và là một nhà khoa học đại tài của Jakanja khi có thể sáng chế ra các robot tương tự Cơ Khí Cự Nhân để chiến đấu với các nhẫn giả Trái Đất. Vẻ ngoài khó đoán và máy móc là vậy, nhưng thực chất, Sargain là một tên quái vật hình kiến tí hon điều khiển một con rối robot, được trang bị song kiếm Ganryuken ở hai vai. Từ huy hiệu Mũi Tên Phẫn Nộ từ Sandaaru, Sargain đã mở khoá được sức mạnh thật sự của huy hiệu và nhận ra rằng nó không khác gì huy hiệu Shinobi Medal; tuy là vậy nhưng Sargain lại để mất huy hiệu khi robot Gaingain bị tiêu diệt. Để rồi, khi hết giá trị lợi dụng trong mắt Sandaaru, hắn đã bị chính Sandaaru giết chết.
Lục Giáo Đầu, Satarakura (六の槍・サタラクラ Roku no Yari Satarakura)
Một tên hề bệnh hoạn mang hình dạng loài công luôn tỏ ra hài hước, thích diễn trò, tấu hài, nhưng thật ra là một đối thủ vô cùng nham hiểm và đáng sợ. Hắn luôn đeo mặt nạ để che giấu khuôn mặt quỷ dữ của mình và rất thích trò giải câu đố với các câu đố không thể giải mã. Các tay sai của hắn được hồi sinh bằng chiếc mặt nạ khổng lồ do Wendinu ném ra. Khi dấu hiệu cho sự chào đời của 'vật đó' ngày càng gần, Satarakura đã sử dụng khẩu súng Jaykumu Gun được sáng chế từ dữ liệu của Sargain để lại để hút cạn sinh lực con người, cũng như trích xuất sự buồn thảm và tức giận cho Tau Zanto. Khi bị các nhẫn giả Trái Đất ngăn cản, khẩu súng Jaykumu Gun đột nhiên dính vào tay của Satarakura và rút cạn năng lượng của hắn, buộc tên hề ma quái này dùng năng lượng từ khẩu súng để đả bại nhóm Hurricaneger. Sandaaru sau đó xuất hiện để lấy lại túi năng lượng đã đầy của Jakyumu Gun và triệt hạ Satarakura; tuy nhiên, Satarakura vẫn còn sống, nhưng chiếc mặt nạ bị chém làm đôi đã giải phóng khuôn mật cũng như bản tính điên loạn đầy thù hận của hắn, dự định sẽ huỷ diệt cả hai phe. Cuôi cùng, chiến binh Shurikenger phải hy sinh bản thân và cỗ máy Thiên Không Thần để tiêu diệt hắn.
Thất Giáo Đầu, Sandaaru (七の槍・サンダール Nana no Yari Sandāru)
Một nhẫn giả mang ngoại hình cá mập đã từng phá huỷ vô số hành tinh trước khi đến Trái Đất, là chủ nhân của những quái thú giấu trong chiếc quạt chiến mà hắn luôn mang theo bên mình. Sau khi đoạn được Mũi Tên Phẫn Nộ từ hành tinh Astromm, hắn trỏ thành kẻ nham hiểm và mạnh nhất trong các Giáo Đầu. Ngoại trừ Sargain và Tau Zanto, Sandaaru đã tạo một ấn tượng tốt với những thành viên Jakanja khác khi hấn cho rằng họ nên hợp lực chiến đấu thay vì đơn lẻ ra trận. Sau khi lợi dụng sự tức giận của các nhẫn giả Trái Đất để giải phong ấn cho huy hiệu Mũi Tên Phẫn Nộ, Sandaaru tiếp tục sử dụng Sargain để tìm ra cách kích hoạt sức mạnh của huy hiệu này, trước khi sao chép hệ thống Karakuri Ball do Sargain sáng chế và xuống tay với hắn không lâu sau đó. Sau khi đoạt được Cây Cung Sầu Thảm từ Kagura, Sandaaru cũng nhận ra rằng bản thân đang bị Tau Zanto lợi dụng, và hắn đã phơi bày dã tâm của mình sau khi Pháo đài Rết sụp đổ. Cuối cùng, hai anh em Gouraiger phải hy sinh Oanh Lôi Thần mới có thể tiêu diệt được hắn.
- Chubouzu. Em trai của Chuuzubo, là kẻ lên kế hoạch bắt cóc Gaoranger nhằm cướp đoạt sức mạnh của họ để tiêu diệt Hurricaneger nhằm trả thù cho Chuuzubo thay thế vị trí của anh trai, trở thành một trong những Thất Giáo Đầu.
- JaniIga (Abaranger vs. Hurricaneger).
- Bat Ze Rumba. Tự xưng là Giáo Đầu số 0, xuất hiện 10 năm sau khi Jakanja và Ý Chí Tà Ác bị tiêu diệt. Hắn từng là con người và từng là Nhẫn giả mạnh mẽ nhất của trường phái Hợp Nhất Vũ Trụ. Nhưng khi Jakanja tấn công Trái Đất 10 năm trước, hắn phản bội trường phái và gia nhập Jakanja. Hắn là kẻ biết việc Ý Chí Tà Ác đã sinh ra một đứa con dưới lòng đại dương trước khi bị tiêu diệt là Ý Chí Thần Thánh, mang nhân dạng một cậu bé tên Tenkai, sau này được Yousuke cứu và cùng anh chu du khắp nơi. Hắn theo chân 2 người rồi bắt cóc Tenkai và buộc Yousuke phải giao cho hắn 6 Shinobi Medal của Hurricaneger, Gouraiger và Shurikenger cho hắn để chuộc lại cậu bé. Nhưng khi Yousuke lấy được 6 chiếc Medal như yêu cầu, anh mới nhận ra đã bị hắn lừa và việc hắn lấy 6 chiếc Medal là để đánh thức ác tâm bên trong Tenkai. Nhưng Hurricaneger và Gouraiger đã tập hợp trở lại, lấy lại Medal và Yousuke đã giúp Tenkai chế ngự được bóng tối bên trong cậu, khiến kế hoạch cảu hắn phá sản. Hắn sau đó bị Hurricaneger, Gouraiger và cả Tenkai, giờ là Shurikenger kế nhiệm đánh bại và tiêu diệt.

## Tập phim
Các tập trong Hurricaneger được gọi là cuộn (maki 巻, quyển). Tên các tập viết bởi hai danh từ được nối với nhau bằng từ và (と to), làm cho tên các tập phim đều có ít nhất hai chủ ngữ.
1. Ngọn gió và các nhẫn giả (風とニンジャ Kaze to Ninja?)
2. Cự nhân và Karakuri (巨人とカラクリ Kyojin to Karakuri?)
3. Kẻ giả dạng và 60s (ニセモノと60秒 Nisemono to Rokujūbyō?)
4. Đường hầm và Tình anh em (トンネルと兄妹 Tonneru to Kyōdai?)
5. Quán trưởng và Nhà tắm (館長とお風呂 Kanchō to Ofuro?)
6. Kéo và Nữ nhẫn giả (ハサミとくノ一 Hasami to Kunoichi?)
7. Sấm sét và Nhẫn giả (雷とニンジャ Ikazuchi to Ninja?)
8. Tật Phong và Tấn Lôi (疾風（はやて）と迅雷（いかづち） Hayate to Ikazuchi?)
9. Anh em sấm sét và Đồng hồ cát (雷兄弟と砂時計 Ikazuchi Kyōdai to Sunadokei?)
10. Lôi thần và Thung lũng hủy diệt (雷神と滅びの谷 Raijin to Horobiru no Tani?)
11. Hương vị ảo mộng Khởi đầu tươi mới (夢喰いと再出発 Yumekui to Saishuppatsu?)
12. Khối thép, Cha và Con gái (テッコツと父娘（おやこ） Tekkotsu to Oyako?)
13. Ria mép và Nhẫn cầu hôn (ヒゲと婚約指輪 Hige to Nin'yakuyubiwa?)
14. Cậu bé khóc nhè và Kẹo bi (泣き虫とあめ玉 Nakimushi to Amedama?)
15. Rệp nước khổng lồ và Tranh đoạt chiến (タガメと争奪戦 Tagame to Sōdatsusen?)
16. Sương mù và Thiết bị dự báo (霧と予言装置 Kiri to Kanegoto Sōchi?)
17. Bóng tối và Đảo tử chiến (暗闇と死闘の島 Kurayami to Shitō no Shima?)
18. Cha và Tình anh em (父と兄弟の絆 Chichi to Kyōdai no Kizuna?)
19. Hộp lớn và Phong lôi cự nhân (大箱と風雷巨人 Dai Hako to Fūrai Kyojin?)
20. Nắm đấm và Kỳ phùng địch thủ (パンチと好敵手（ライバル） Panchi to Raibaru?)
21. Mặt nạ và Giải đố (仮面とナゾナゾ Kamen to Nazonazo?)
22. Đôi cánh và Nhẫn giả (翼とニンジャ Tsubasa to Ninja?)
23. Hương thơm và Đại thám tử (コロンと名探偵 Koron to Meitantei?)
24. Taiko và Sấm sét (タイコと稲妻 Taiko to Inazuma?)
25. Con ma và Nữ sinh (オバケと女学生 Obake to Jogakusei?)
26. Cung tên và Tắm biển (弓矢と海水浴 Yumiya to Kaisuiyoku?)
27. Gà nướng và Không trọng lực (串焼きと無重力 Kushiyaki to Mujūryoku?)
28. Hurrier và Phản công (ハリアーと逆襲 Hariā to Gyakushū?)
29. Cái nóng ngày hè và Con tem (残暑とスタンプ Zansho to Sutanpu?)
30. Thần tượng và Tình bạn (アイドルと友情 Aidoru to Yūjō?)
31. Lưu tinh và Tam Lang (流星と三匹の狼 Ryūsei to Sanbiki no Ōkami?)
32. Thần chết và Mật nghĩa cuối cùng (死神と最終奥義 Shinigami to Saishū Okugi?)
33. Mammoth và 6 Ninja (マンモスと６人 Manmosu to Rokunin?)
34. Nấm và 100 điểm (キノコと100点 Kinoko to Hyakuten?)
35. Chói sáng và Shamisen (キラリと三味線 Kirari to Shamisen?)
36. Vòng và Phục thù (リングと復讐 Ringu to Fukushū?)
37. Tam giáo đầu và Đại đào tẩu (三の槍と大脱出 Sannoyari to Dai Dasshutsu?)
38. Ma thương và Bong bóng (魔剣とふうせん Maken to Fūsen?)
39. Thất giáo đầu và Hòn đá bí ẩn (七の槍と謎の石 Shichinoyari to Nazo no Ishi?)
40. Mồi nhử và Nhẫn giả luật (オトリと忍の掟 Otori to Nin no Oite?)
41. Huy chương và Hài kịch sĩ (メダルと漫才 Medaru to Manzai?)
42. Áo giáp và Mũi tên phẫn nộ (鎧と怒りの矢 Yoroi to Ikari no Ya?)
43. Siêu kết hợp và Đại tấn công (超合体と大激突 Chō Gattai to Dai Gekitotsu?)
44. Đại nhân ngự tiền và Hung Phiến Thú (御前様と凶扇獣 Omae-sama to Kyō Ōgijū?)
45. Nơi trú ẩn và Tổng vệ sinh (隠れ家と大掃除 Kakurega to Ōsōji?)
46. Bữa tất niên và Tam cự nhân (おせちと三巨人 Osechi to San Kyojin?)
47. Phong ấn và Vũ trụ thống nhất (封印と宇宙統一 Fūin to Uchū Tōitsu?)
48. Cái bẫy và Sự sống bất tử (罠と永遠の命 Wana to Eien no Inochi?)
49. Sứ mệnh và Thiên không nhẫn giả (使命と天空忍者 Shimei to Tenkū Ninja?)
50. Bóng tối và Tân thế giới (暗黒と新世界 Ankoku to Shin Sekai?)
51. Gió, Nước và Đất (風と水と大地 Kaze to Mizu to Daichi?)

### Các phần phim điện ảnh
- Ninpuu Sentai Hurricaneger: Shushutto the Movie (忍風戦隊ハリケンジャー シュシュッと THE MOVIE Ninpū Sentai Harikenjā Shushutto Za Mūbī?) là một bộ phim năm 2002, diễn ra giữa tập 25 và 26.
- Ninpuu Sentai Hurricaneger vs. Gaoranger (忍風戦隊ハリケンジャーVSガオレンジャー Ninpū Sentai Harikenjā Tai Gaorenjā?): Bản phát hành V-Cinema năm 2003, diễn ra giữa tập 30 và 31.
- Bakuryū Sentai Abaranger vs. Hurricaneger (爆竜戦隊アバレンジャーVSハリケンジャー Bakuryū Sentai Abarenjā Tai Harikenjā?): Bản phát hành V-Cinema năm 2004, diễn ra giữa tập 40 và 41 của Bakuryū Sentai Abaranger.
- GoGo Sentai Boukenger vs. Super Sentai (轟轟戦隊ボウケンジャーVSスーパー戦隊 Gōgō Sentai Bōkenjā Tai Sūpā Sentai?): Bản phát hành V-Cinema năm 2007, diễn ra giữa tập 42 và 43 của GoGo Sentai Boukenger.
- Ninpuu Sentai Hurricanger: 10 Years After (忍風戦隊ハリケンジャー 10 YEARS AFTER Ninpū Sentai Harikenjā Ten Iyāzu Afutā?): Bản phát hành V-Cinema năm 2013.
- Ninpuu Sentai Hurricaneger de Gozaru! Shushutto 20th Anniversary (忍風戦隊ハリケンジャーでござる！シュシュッと20th Anniversary Ninpū Sentai Harikenjā de Gozaru! Shushutto Tuentīsu Anibāsarī?): Một bản phát hành V-Cinema năm 2023 nhằm kỷ niệm 20 năm.

## Diễn viên

### Chính
- Shioya Shun (塩谷 瞬?): Shiina Yousuke / Hurricane Red.
- Nagasawa Nao (長澤 奈央?): Nono Nanami / Hurricane Blue.
- Yamamoto Kōhei (山本 康平?): Bitou Kouta / Hurricane Yellow.
- Shirakawa Yūjirō (白川 裕二郎?): Kasumi Ikkou / Kabuto Raiger.
- Kyō Nobuo (姜 暢雄?): Kasumi Isshu / Kuwaga Raiger.
- Matsuno Taiki (松野 太紀?): Kagura Asuka / Shurikenger (Lồng tiếng).
- Nishida Ken (西田 健?): Hinata Mugensai.
- Takada Shōko (高田 聖子?): Hinata Oboro.
- Dan Jirō (団 時朗?): Kasumi Ikki.
- Miwa Hitomi (三輪 ひとみ?): Ngự tiền Kakura.
- Yanada Kiyoyuki (梁田 清之?): Tao Zanto (Lồng tiếng).
- Yamamoto Azusa (山本 梓?): Furabijo.
- Fukuzumi Mio (福澄 美緒?): Wendinu.
- Gōri Daisuke (郷里 大輔?): Chuuzubo (Lồng tiếng).
- Okamoto Yoshinori (岡本 美登?): Sargain.
- Imamura Takahiro (今村 卓博?): Manmaruba (Lồng tiếng).
- Shimada Bin (島田 敏?): Satorakura (Lồng tiếng).
- Ikeda Shūichi (池田 秀一?): Sanderu (Lồng tiếng).
- Miyata Hironori (宮田 浩徳?): Dẫn truyện / FūraiMaru (Lồng tiếng).

### Diễn viên phục trang
- Fukuzawa Hirofumi (福沢 博文?): Hurricane Red, Gouraijin.
- Ono Yūki (小野 友紀?): Hurricane Blue.
- Takeuchi Yasuhiro (竹内 康博?): Hurricane Yellow.
- Kusaka Hideaki (日下 秀昭?): Kabuto Raiger, Senpuujin, Gourai Senpuujin, Tenrai Senpuujin.
- Imai Yasuhiko (今井 靖彦?): Kuwaga Raiger, Megatagame.
- Mimura Kōji (三村 幸司?): Shurikenger, Tenkuujin.
- Hachisuka Yūichi (蜂須賀 祐一?): Chuuzubo, Sanderu, Manmaruba.

### Khách
- Ōshiba Hayato: Thám tử Kakio Tarou (Tập 23).
- Matsukaze Masaya: Misaki Katsuya (Tập 26).
- Fuji Toshiya: Ramon Yuusaku (Tập 28).
- Oba Kenji: Retsudou (Tập 45).
- Kishi Yūji: Chubouzu (voice) (Hurricaneger vs. Gaoranger).
  - Namekawa Kazuya (Tập 35).
- Nakao Akiyoshi: Cậu bé.
- Nishioka Ryuuichirou: Tsuzumi Roppei (Tập 24).
- Noumi Tatsuya: Hamada Sanpei (Tập 42).
- Masujima Yasuhiro: Hashimoto Kisei (Tập 34).
- Koizumi Tomohide: Sakaki Teppei (Tập 39).
- Shishido Masaru: Kikuchi Jou (Tập 44).

## Âm nhạc
Đầu
- "Hurricaneger Sanjō!" (ハリケンジャー参上！ Harikenjā Sanjō!?, "Hurricaneger tham thượng!").
  - Lời: Oikawa Neko (及川 眠子?).
  - Sáng tác & Cải biên: Ike Takeshi (池 毅?).
  - Thể hiện: Takatori Hideaki.

Kết
- "Ima, Kaze no Naka de" (いま　風のなかで? "Bây giờ, bên trong cơn gió").
  - Lời & Sáng tác Takatori: Hideaki.
  - Cải biên: Kagoshima Hiromasa.
  - Thể hiện: Kageyama Hironobu.

## Ảnh hưởng tại Việt Nam
Hãng phim Phương Nam không mua bản quyền để thuyết minh cho Huricaneger cho tới khi mua bản quyền hai series Sentai là Kaizoku Sentai Gokaiger và Shuriken Sentai Ninninger; khi có sự xuất hiện trong các series khác thì được thuyết minh là "Siêu nhân Nhẫn phong" hay "Siêu nhân Ninja".
Trong thời gian trước khi Hyakujuu Sentai Gaoranger được chính thức mua bản quyền bởi Hãng phim Phương Nam năm 2003, loạt phim này từng được các đơn vị tư nhân thực hiện thuyết minh trái phép và phát hành băng hình VHS và đĩa VCD lậu trôi nổi tại thị trường Việt Nam trong những năm 2001 và 2002. Hơn nữa từ thập niên 2000 trở về trước, thế hệ thiếu nhi Việt Nam chỉ biết đến loạt phim được làm lại từ Super Sentai bởi Saban Entertainment mang tên Power Rangers. Sau khi Hãng phim Phương Nam kết thúc việc mua bản quyền Gaoranger năm 2003 và từ những năm 2004 đến 2006, Hãng phim Phương Nam đã bỏ qua việc mua bản quyền 2 bộ Super Sentai là Ninpuu Sentai Hurricaneger và Bakuryuu Sentai Abaranger. Nhận thấy đi điều này, một đơn vị thuyết minh phim tư nhân đã mời Nguyễn Đông đọc thuyết minh cho series Hurricaneger (dịch là Chiến đội Nhẫn phong) và anh dịch thành Đội dũng sĩ Thần phong hiệp. Đặc biệt ở chỗ, Nguyễn Đông vốn là người lồng tiếng cho phim Hoa ngữ nên anh bị ảnh hưởng nặng bởi bản lồng tiếng Quảng Đông của series Hurricaneger bởi Đài Truyền hình Hồng Kông TVB, điển hình như anh đọc sai tên nhân vật như Shiina Yousuke là "Chi-min Yon-chi", Nono Nanami là "Shi-han", Bitou Kouta thành "Cung-tan", Kasumi Ishuu là "Yi-cheo", Kasumi Ikkou là "Yi-chia", Hinata Oboro là "Shi-mon", Thủ Lĩnh Tau Zanto là "Đại nhân Đa-chin-đao", Furabijo là "Fulabiki",... Chính vì bản thuyết minh hài hước của anh tạo nên cơn sốt cho người hâm mộ của Hurricaneger tại Việt Nam. Sau này, Đoàn Thị Tuyết Mai đọc thuyết minh các chiến binh Hurricaneger trong series Kaizoku Sentai Gokaiger (dịch là Siêu nhân Hải tặc, còn bản phát hành của Hãng phim Phương Nam lấy tên là Gokaigers - Truy tìm kho báu vũ trụ) hầu như bị sai (nhất là trong tập 25 & 26). Một số cá nhân vẫn thích bản thuyết minh Hurricaneger của Nguyễn Đông và chỉ trích cũng như ngán ngẩm bản thuyết minh của Tuyết Mai cũng vì lẽ đó, nhất là bà đọc thuyết minh khẩu lệnh biến hình của Hurricaneger.
| Tên gốc                                                              | Tên trong bản thuyết minh    |
| -------------------------------------------------------------------- | ---------------------------- |
| Shiina Yousuke\|椎名 鷹介                                            | Chi-min Yon-chi              |
| Nono Nanami \|野乃 七海                                              | Shi-han                      |
| Bitou Kouta\|尾藤 吼太                                               | Cung-tan                     |
| Kasumi Ikkou\|霞 一甲                                                | Yi-chia                      |
| Kasumi Isshuu\|霞 一鍬                                               | Yi-cheo                      |
| Shurikenger (シュリケンジャー Shurikenjā)                            | Hiệp sĩ trong tay có kiếm    |
| Hinata Oboro (日向 おぼろ Hinata Oboro)                              | Chị Xi-mon                   |
| Tai Shoichirō\|田井 章一郎                                           | Đại Thành Nhất Lang          |
| Thủ lĩnh Tau Zanto (首領タウ・ザント Shuryō Tau Zanto)               | Đại nhân Đa-chin-đao         |
| Nhất Giáo Đầu, Furabiijo (壱の槍・フラビージョ Ichinoyari Furabījo)  | Khẩu súng thứ nhất: Fulabiki |
| Nhị Giáo Đầu, Chuuzubo (弐の槍・チュウズーボ Ninoyari Chuuzubō)      | Khẩu súng thứ 2: Chiu Chi-bu |
| Tam Giáo Đầu, Manmaruba (参の槍・マンマルバ Sannoyari Manumaruba)    | Khẩu súng thứ 3: Mamaluba    |
| Tứ Giáo Đầu, Wendinu (四の槍・ウェンディーヌ Shinoyari Wendīnu)      | Khẩu súng thứ 4: Wendynu     |
| Ngũ Giáo Đầu, Sargain (五の槍・サーガイン Gonoyari Saagain)          | Khẩu súng thứ 5: Sa-ca-ying  |
| Lục Giáo Đầu, Satarakura (六の槍・サタラクラ Rokunoyari Satarakura)  | Khẩu súng thứ 6: Satalakula  |
| Thất Giáo Đầu, Sandaaru (七の槍・サンダール Shichinoyari Sandaaru)   | Khẩu súng thứ 7: Satalu      |
| Nhóm Ninja Vũ Trụ Jakanja (宇宙忍群ジャカンジャ Uchū ningun Jakanja) | Nhóm Tà thần Vũ trụ          |

## Phát hành quốc tế
- Tại quê nhà Nhật Bản, bộ phim được phát hành đầy đủ trên Rental and Sale VHS của Toei Video từ tháng 1 đến tháng 12 năm 2003. Nó được phát hành trong tổng cộng 12 tập, với chín tập đầu tiên chứa bốn tập, trong khi ba tập cuối chứa năm tập. Nó cũng được phát hành trên Rental DVD bắt đầu từ ngày 11 tháng 10 năm 2002 và sau đó trên Sale DVD từ ngày 7 tháng 12 năm 2002 đến ngày 21 tháng 11 năm 2003, với cùng các tập. Vào ngày 12 tháng 7 năm 2013, một dự án kỷ niệm 10 năm được liên kết như một mô tả "10 NĂM SAU" có tiêu đề: "Ninpu Sentai Hurricaneger Memorial" đã được phát hành trên DVD thu thập các cảnh từ tất cả 51 tập phim của bộ phim.
  - Các bản phát hành quốc tế bị giới hạn ở một số khu vực, vì hầu hết các khu vực trên thế giới sẽ nhận được bản lồng tiếng nước ngoài của bản chuyển thể Power Rangers, đó là Power Rangers Ninja Storm. Mặc dù một số khu vực Châu Á đã phát sóng bản Mỹ hóa Power Rangers.
  - Bộ phim chỉ được phát sóng ở các khu vực châu Á bên ngoài Nhật Bản, vì hầu hết các khu vực quốc tế đã phát sóng phiên bản chuyển thể Power Rangers là Power Rangers Ninja Storm .

Ở Thái Lan, bộ phim được phụ đề tiếng Thái và phát sóng trên Kênh 5 vào năm 2004. Nhưng chỉ có 48 trong số 51 tập được phát sóng. Bộ phim với tất cả các tập đã được phát hành, có phụ đề tiếng Thái.
- - Ở Philippines, loạt phim này được phát sóng trên ABS-CBN với tên gọi Power Rangers Ninja Storm, phiên bản chuyển thể của Mỹ từ loạt phim Sentai này. Phim được phát sóng từ năm 2005 đến năm 2006 với bản lồng tiếng Tagalog.
  - Ở các nước nói tiếng Trung, cả phim lồng tiếng Quan Thoại (phương ngữ Đài Loan) và Quảng Đông đều được sản xuất và phát sóng ở Đài Loan và Hồng Kông.
    - Ở Đài Loan, bộ phim được phát sóng với phiên bản lồng tiếng Quan thoại Đài Loan từ ngày 3 tháng 10 năm 2004 cho đến ngày 25 tháng 9 năm 2005 với tất cả các tập phim, phát sóng trên GTV.

  - Tại Hồng Kông, bộ phim được phát sóng với phiên bản lồng tiếng Quảng Đông vào ngày 6 tháng 3 năm 2005 (vài tháng sau khi Đài Loan phát sóng bản gốc tiếng Nhật và phụ đề tiếng Quan thoại Đài Loan) trên kênh TVB Jade cho đến ngày 12 tháng 3 năm 2006 với tất cả các tập phim. Một thời gian sau nó được phát hành dưới định dạng VCD.

## Phim điện ảnh
- Ninpuu Sentai Hurricaneger: 10 Years After
- Ninpuu Sentai Hurricaneger: 20 Years After